# Bataille de Canada Alamosa
Guerre de Sécession
Batailles
Combats dans l'Arizona confédéré
- Mesilla (1re)
- Tubac
- Cooke's Canyon
- Florida Mountains
- Gallinas Mountains
- Placito
- Pinos Altos
- Canada Alamosa
- Valverde
- Stanwix Station
- Picacho Pass
- Dragoon Springs (1re)
- Dragoon Springs (2e)
- Tucson
- Mesilla (2e)
- Apache Pass
- La Paz

- Point of Rocks (en)
- Wagon Mound (en)
- Combat de Bell (en)
- Cieneguilla (en)
- Ojo Caliente Canyon (en)

- Diablo Mountains (en)
- Expédition d'Antelope Hills (en)
- Little Robe Creek (en)
- 1re Adobe Walls

- Cooke's Spring (en)
- Expédition de Bonneville (en)
- Madera Canyon (en)
- Mimbres River (en)
- Affaire Bascom
- Tubac
- Cooke's Canyon
- Florida Mountains
- Gallinas Mountains
- Placito
- Pinos Altos
- 1re Dragoon Springs
- 2e Dragoon Springs
- Apache Pass
- Big Bug
- Mowry (en)
- Mount Gray
- Doubtful Canyon
- Fort Buchanan

- Pipe Spring

- Camp Grant
- Wickenburg
- Burro Canyon
- Tonto Basin
- Salt River Canyon
- Turret Peak (en)
- Sunset Pass (en)

- Yellow House Canyon (en)

- Ojo Caliente
- Las Animas Canyon
- Hembrillo Basin (en)
- Alma (en)
- Fort Tularosa (en)
- Carrizo Canyon (en)

- Cibecue Creek
- Fort Apache (en)
- McMillenville (en)
- Big Dry Wash
- Lordsburg Road
- Devil's Creek (en)
- Little Dry Creek (en)
- Nacori Chico
- Bear Valley (en)
- Pinito Mountains

- Kelvin Grade (en)
- Cherry Creek (en)
- Guadalupe Canyon (en)

La bataille de Canada Alamosa est une escarmouche de la guerre de Sécession, à la fin de la soirée et la matinée du 24 et 25 septembre 1861. Plusieurs petites batailles ont lieu dans l'Arizona confédéré, près de la frontière avec le territoire de l'Union du Nouveau-Mexique, celui-ci étant le plus grand.

## Contexte
La bataille se produit à environ soixante quatre kilomètres (quarante miles) au sud-ouest de fort Craig dans le village de Canada Alamosa (en), près de l'actuelle ville de Monticello, Nouveau-Mexique. Le lieutenant-colonel John R. Baylor, qui a mené le 2nd Texas Mounted Rifles dans le territoire du Nouveau-Mexique un mois plus tôt, défait la garnison de l'Union lors de la première bataille de la Mesilla, a proclamé la zone comme étant l'Arizona confédéré, et s'est lui-même nommé gouverneur. Il envoie des patrouilles jusqu'au Rio Grande pour surveiller le poste de l'Union à fort Craig près du 34e parallèle, la frontière septentrionale proposée du nouveau territoire. L'armée de l'Union, en particulier le 3rd Cavalry Regiment, a lancé une mission de reconnaissance et s'est arrêté à Canada Alamosa pour construire un camp à côté du village. Le camp se compose d'un corral et de parapets (en), pour maîtriser une possible et immédiate contre-attaque confédérée.

## Bataille

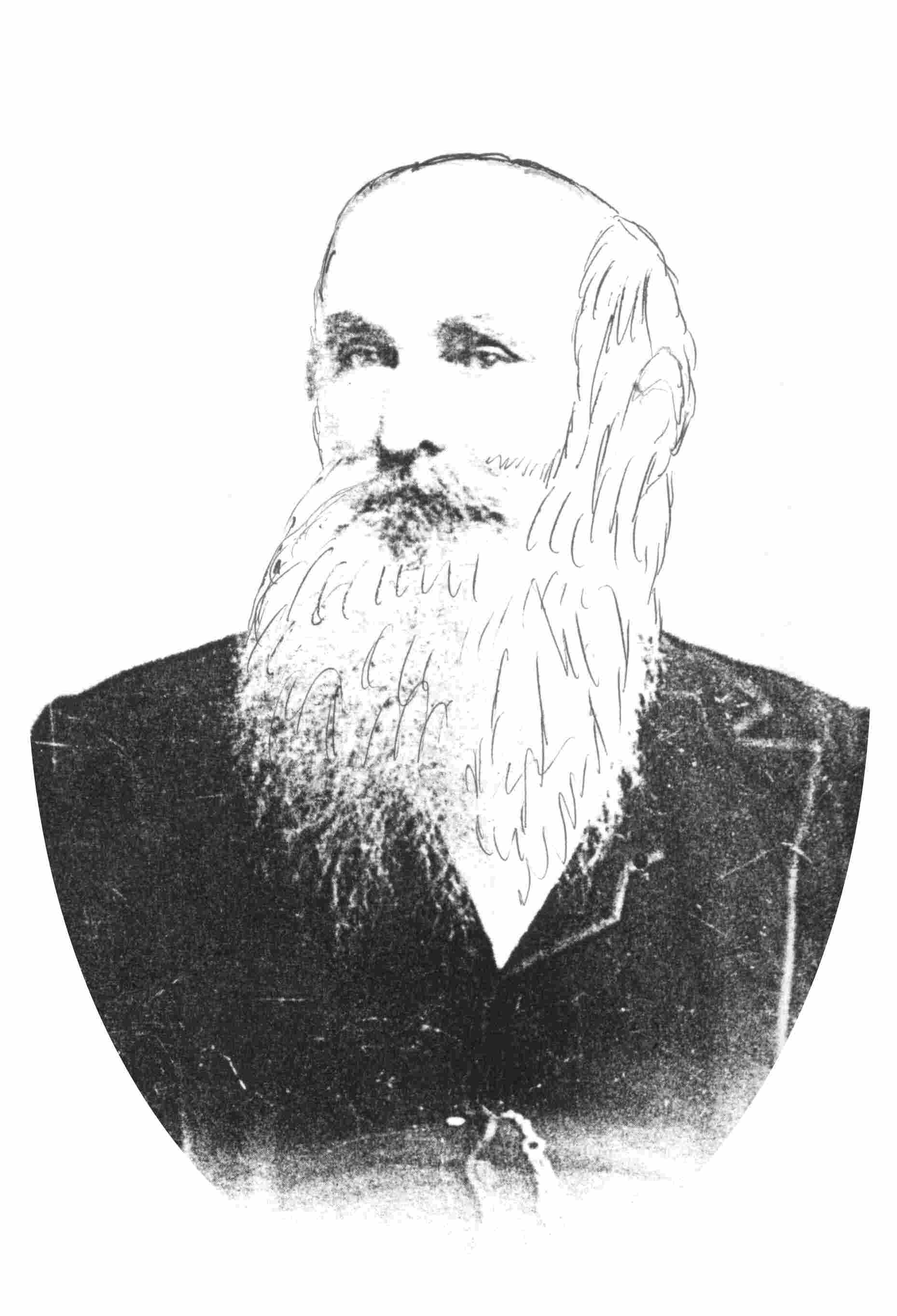
Un portrait du capitaine Bethel Coopwood

Avant l’achèvement du corral et des parapets le 24 septembre 1861, à environ 17 heures, la force de l'Union d'environ 100 hommes et sous le commandement du capitaine John H. Minks, reçoit des informations selon lesquelles des cavaliers rebelles ont été vus en direction du sud du camp. Six cavaliers et un éclaireur mexicain sont envoyés et reviennent en affirmant que ceux qui ont été vus sont des déserteurs de l'Union qui ont échappé à la capture. Plus tard, dans la nuit, les troupes de l'Union au camp de Canada Alamosa signalent avoir aperçu d'autres hommes armés. Certains disent que les hommes non identifiés dans l'obscurité ont tiré dans la ville, mais cela n'a jamais été confirmé. En réponse, le capitaine Morris met ses troupes en état d'alerte élevée.
Au même moment, quelques chevaux s'échappent du corral, environ une dizaine d'hommes reçoivent l'ordre de les ramener, mais une trentaine se lance dans la chasse avant que Minks ne puissent l'empêcher ; la plupart de la trentaine d'hommes désertent dans le désert. Un terrible cri amérindien est entendu, ce qui laisse penser aux troupes de l'Union qu'elles sont attaqués par des Indiens. Puis, le bruit de la cavalerie et le cri « Voici leur camp ; donnez leur l'enfer ! » surviennent. À ce moment, la force de l'Union sait qu'elle n'est pas attaquée par les apaches, mais par une troupe de douze à quinze confédérés, commandée par le capitaine Bethel Coopwood (en), de Mesilla.
Les tirs commencent, les cavaliers rebelles attaquent d'abord la ligne principale de l'armée de l'Union. Après que cette attaque eut été repoussée, les rebelles reculèrent vers la ville. La douzaine de cavaliers confédérés tente de mettre en déroute l'armée de l'Union avec la couverture du crépuscule, mais échouent en raison du manque de puissance de feu. Les tirs s'arrêtent pendant un court moment, ce qui fait que le capitaine et ses hommes pensent que les rebelles se sont retirés ou tentent une ruse pour attirer les hommes de Minks à une portée de tir plus efficace.
Donc, le capitaine Minks et un certain nombre de ses hommes s'avancent lentement dans la ville, à pied, en laissant son corps principal dans le camp. Ne voyant rien, la force se retire pour trouver qu'encore plus de troupes de l'Union ont déserté. Le lieutenant Sanches, de l'Union, reçoit l'ordre de ramener les déserteurs, puis Minks attaque. L'attaque est faite pour repousser les rebelles hors de la ville ou pour mettre le feu au périmètre des maisons qui fournissent une couverture aux confédérés. La cavalerie des États-unis cavalerie avance, avec du bois et des allumettes.
Malheureusement pour l'Union, la force confédérée est plus grande que ce que Minks a prévu, forte de 112 homes, ils ont aussi pris les maisons que Minks veut brûler. L'avance est arrêtée par des salves de fusil et après dix minutes la force de l'Union recule près du camp à partir duquel ils ont commencé leur mouvement. À ce moment, les confédérés ont pris une colline à côté de la route qui conduit à fort Craig.
Les combats continuent pendant un long moment, presque jusqu'à l'aube. Le capitaine John Minks retrouve ses hommes réduits au nombre de dix hommes. Les dix et le capitaine se battent contre les confédérés à longue portée pendant quelques heures de plus, tout en essayant de communiquer avec la force principale dans le camp, qui une fois de plus, le corps principal, a déserté ou s'est retiré pensant que Minks et de son groupe d'assaut ont été massacrés. Le capitaine se rend compte de cela et décide de combattre aussi longtemps que possible afin d'empêcher la poursuite et la capture de son corps principal qui retraite. Regardant par sa longue-vue Minks aperçoit une soixantaine de rebelles montés, prêt à l'attaque.
Comme à l'âge des guerres coloniales, Minks se rend entre 7 heures et 8 heures du matin, afin d'éviter d'autres victimes parmi les dix hommes qui lui reste. Le corps principal en retraite fait son chemin de retour vers le fort, puis enchaîne avec une autre patrouille plus au sud de Canada Alamosa. Minks rapporte que seulement l'un des dix hommes est blessé. Les rapports confédérés précisent que quatre autres hommes ont été tués et six blessés. Les dix hommes et le capitaine Minks sont emmenés à Mesilla comme prisonniers de guerre, douze autres hommes, déserteurs ou non, sont capturés par les cavaliers rebelles. Au moins trois confédérés ont été blessés, et aucun n'est signalé tué. Les rebelles ont également pris une bonne quantité de fournitures et quelques chevaux et chariots.